# Santa Comba de Carnota
Carnota (llamada oficialmente Santa Comba de Carnota) es una parroquia y una villa española del municipio de Carnota, en la provincia de La Coruña, Galicia.

## Otras denominaciones
La parroquia también es conocida por el nombre de Santa Columba de Carnota.

## Entidades de población
Entidades de población que forman parte de la parroquia:
- A Agra das Breas
- Carnota
- Freán
- Insua (A Insua)
- Lagareiros
- Maceiras
- Mallou
- Nóutigos
- Pedrafigueira
- Pedramarrada
- Vilar de Carnota

## Demografía

### Parroquia
| Gráfica de evolución demográfica de Carnota (parroquia) entre 2000 y 2018 |
|                                                                           |
| Datos según el nomenclátor publicado por el INE.                          |

### Villa
| Gráfica de evolución demográfica de Carnota (villa) entre 2000 y 2018 |
|                                                                       |
| Datos según el nomenclátor publicado por el INE.                      |